# Cantón de Tarrazú
Cantón de Tarrazú är en kanton i Costa Rica.   Den ligger i provinsen San José, i den centrala delen av landet, 30 km söder om huvudstaden San José.